# سمورچه تاونسند
سمورچه تانسند (نام علمی: Tamias townsendii) نام یک گونه از سرده سمورچه است.